# Atoommassa

Schematische voorstelling van het lithium-7-atoom: 3 protonen, 4 neutronen en 3 elektronen (circa 1800 keer kleiner dan protonen). Het zeldzame lithium-6 heeft slechts 3 neutronen, waardoor het (gemiddelde) atomaire gewicht wordt gereduceerd tot 6,941.

De atoommassa ({\displaystyle m_{\mathrm {a} }}, soms gewoon {\displaystyle m}) is de massa van een enkel atoom. Gezien de ontzettend kleine waarden in SI-eenheden (ca. 1 – 500 yg) worden atoommassa's vaak uitgedrukt in atomaire massa-eenheden (u of Da). Gebruik makend van de massa-energierelatie wordt ook vaak een energie-eenheid gebruikt, zoals MeV (men bedoelt dan in feite MeV/c2).
Het is ook erg gebruikelijk om atoommassa's dimensieloos weer te geven. Men spreekt dan over de relatieve atoommassa (symbool {\displaystyle A_{\mathrm {r} }}) en berekent de atoommassa relatief ten op zichte van de atomaire massaconstante {\displaystyle m_{\mathrm {u} }}, zijnde een massa van 1 u (= 1 Da).
{\displaystyle A_{\mathrm {r} }={\frac {m_{\mathrm {a} }}{m_{\mathrm {u} }}}}
De relatieve atoommassa is, met andere woorden, identiek aan de numerieke waarde van de atoommassa in atomaire massa-eenheden (u), maar dus zonder eenheid.
De atoommassa van een specifiek nuclide wordt de nuclidemassa genoemd. In de context van de isotopen van één scheikundig element wordt de nuclidemassa ook wel de isotoopmassa genoemd. De nuclidemassa is bij benadering een geheel getal, namelijk het massagetal van het nuclide. De nuclidemassa verminderd met het massagetal wordt het massaoverschot genoemd. Het ligt tussen −0,1 en 0,22 u. Van deuterium bijvoorbeeld is de nuclidemassa 2,014 u en het massagetal 2.
Met de relatieve atoommassa van een element bedoelt men het gewogen gemiddelde van de relatieve atoommassa's van alle aanwezige isotopen van dat element, waarbij de relatieve aanwezigheid, de mate (molfractie {\displaystyle x}) waarin elk isotoop verhoudingsgewijs voorkomt, de wegingsfactor is. Betreft het het isotopenmengsel zoals dit in de natuur (op aarde) voorkomt, dan kan dit expliciet worden aangegeven met het symbool {\displaystyle A_{\mathrm {r} }^{\ominus }}. 
{\displaystyle A_{\mathrm {r} }^{\ominus }=\sum x_{i}A_{\mathrm {r} ,i}}
Dit zijn de relatieve atoommassa's die men in het periodiek systeem terugvindt, en gebruikt om de molaire massa te berekenen.

## Verband met andere grootheden

### Het aantal atomen
De atoommassa is de massa {\displaystyle m} van een staal gedeeld door het aantal atomen {\displaystyle N}.
{\displaystyle m_{\mathrm {a} }={\frac {m}{N}}}

### De molaire massa
Gezien het aantal atomen gelijk is aan de stofhoeveelheid maal de constante van Avogadro ({\displaystyle N=n\cdot N_{\mathrm {A} }}), en de molaire massa de verhouding van de massa en de stofhoeveelheid ({\displaystyle M=m/n}), volgt uit de bovenstaande vergelijking dat de atoommassa gelijk is aan de molaire massa gedeeld door de avogadroconstante.
{\displaystyle m_{\mathrm {a} }={\frac {M}{N_{\mathrm {A} }}}}
Deelt men beide leden van de vergelijking door de atomaire massaconstante {\displaystyle m_{\mathrm {u} }}, dan wordt bovenstaand verband uitgedrukt aan de hand van de relatieve atoommassa {\displaystyle A_{\mathrm {r} }}.
{\displaystyle A_{\mathrm {r} }={\frac {M}{M_{\mathrm {u} }}}}
waarbij {\displaystyle M_{\mathrm {u} }} de molaire massaconstante is ({\displaystyle M_{\mathrm {u} }=m_{\mathrm {u} }\cdot N_{\mathrm {A} }\approx 1\ {\text{g/mol}}}). Dit is waarom men een relatieve atoommassa in het periodiek systeem kan aflezen en praktisch gebruiken als een molaire massa.

## Historie
In vroeger tijden hanteerden chemici en fysici twee verschillende schalen voor de atoommassa. De chemicus hanteerde een schaal die zo geijkt was dat het atoomgewicht van zuurstof volgens de boven gegeven definitie (dus rekening houdend met het voorkomen van alle isotopen) exact op 16 uitkwam. De fysici kenden echter het atoomgewicht 16 toe aan de meest voorkomende isotoop van zuurstof, 16O, die uit 8 protonen en 8 neutronen bestaat.
In september 1960 besloot het IUPAP tot een herdefinitie, gebaseerd op de 12C-nuclide, dat men een relatieve atoommassa van exact 12 toekende. Dit ijkpunt komt tegemoet aan de wens van de fysici om een zuivere isotoop als uitgangspunt te nemen, terwijl de waarden toch dicht bij de waarden liggen die de chemici hanteerden. Men noemde dit de geünificeerde atomaire massaconstante, mu.
Tot vóór 20 mei 2019 was de constante van Avogadro gedefinieerd als het aantal atomen in 12 gram koolstof-12. Sindsdien is de constante van Avogadro NA gelijkgesteld aan precies 6,022 140 76 × 1023 mol−1 en dus niet meer afhankelijk van het koolstof-12-atoom. De molaire massaconstante Mu is daarom niet langer exact 1 g/mol. Maar in de praktijk geldt nog steeds voor alle elementen dat de atoommassa (in u) en de molaire massa (in g/mol) dezelfde numerieke waarde hebben, namelijk de relatieve atoommassa.